# El Paraíso, Santo Domingo Teojomulco
El Paraíso är en ort i Mexiko.   Den ligger i kommunen Santo Domingo Teojomulco och delstaten Oaxaca, i den sydöstra delen av landet, 400 km sydost om huvudstaden Mexico City. El Paraíso ligger 895 meter över havet och antalet invånare är 212.
Terrängen runt El Paraíso är kuperad västerut, men österut är den bergig. Runt El Paraíso är det glesbefolkat, med 10 invånare per kvadratkilometer. Närmaste större samhälle är Llano Nuevo, 16,4 km väster om El Paraíso. I omgivningarna runt El Paraíso växer huvudsakligen savannskog.